# Арройо, Диего
Дие́го Ху́ниор Арро́йо Мальдона́до (исп. Diego Júnior Arroyo Maldonado; род. 29 апреля 2005) — боливийский футболист, защитник донецкого «Шахтёра» и сборной Боливии.

## Клубная карьера
Арройо — воспитанник клуба «Тауичи», «Баия» и «Боливар». 26 сентября 2024 года в матче против «Индепендьенте Петролеро» он дебютировал в боливийской Примеры в составе последнего.

## Международная карьера
В 2025 году Арройо в составе молодёжной сборной Боливии принял участие в молодёжном чемпионате Южной Америки в Венесуэле. На турнире он сыграл в матчах против команд Эквадора, Бразилии, Аргентины и Колумбии.
6 июня 2025 года дебютировал за сборную Боливии в отборочном матче чемпионата мира 2026 против Венесуэлы.

## Достижения
«Боливар»
- Чемпион Боливии: 2024

«Шахтёр» (Донецк)
- Бронзовый призёр чемпионата Украины: 2024/25
- Обладатель Кубка Украины: 2024/25